# Puerto Rashid
El Puerto Rashid (en árabe: ميناء راشد)  también conocido como Mina Rashid, es un puerto comercial hecho por el hombre en Dubái, en los Emiratos Árabes Unidos. Fue llamado así en honor de Sheikh Rashid bin Saeed Al Maktoum, y el puerto se abrió en 1972. En el momento de su inauguración en el puerto sólo había dos grúas y una capacidad de menos de 100.000 TEU. En 1978, el puerto fue ampliado para incluir 35 espacios (cinco de los cuales eran capaces de ser utilizados por los buques de contenedores más grandes de la época). Hoy, el puerto tiene una profundidad de 13 metros (43 pies) tiene 9 grúas  y una capacidad de 1,5 millones de TEU. 
Hoy, el Puerto Rashid ofrece amarres para carga general, y buques de pasajeros. A principios de la década de 1980, el Puerto Rashid fue complementado por el puerto de Jebel Alí, que está más lejos del centro comercial de Dubái, cerca de los límites con Abu Dabi.